# Жумабаев, Туман Исраилович
Туман Исраилович Жумабаев  (10 марта 1962, Киргизская ССР, СССР — 7 августа 2020, Санкт-Петербург) — советский и российский живописец, портретист. Член Санкт-Петербургского союза художников с 2002 года.

## Биография
Родился 10 марта 1962 года в Кыргызская Республика, Аксыйский район, село Кара Суу.
В 1979 году переехал в Ленинград.
С 1981—1985 г. учился в Ленинградском художественном училище (ЛХУ) им. В. А. Серова.
С 1985—1991 г. учился в Ленинградском государственном академическом институте живописи, скульптуры и архитектуры имени И. Е. Репина по мастерской народного художника СССР, академика Ю. М. Непринцева (дипломная картина «Беженцы»).
Член Союза художников Санкт-Петербурга с 2002 года.
Член Общества художников-портретистов Америки (англ. Portrait Society of America) с 2006 года.
Дважды лауреат конкурса «Маковая прерия» (фр."Poppy Prairie"), Париж.
Вёл активную выставочную деятельность по всему миру: в России, США, Польше, Венгрии, Австрии, Вьетнаме, Иране, Франции, Китае.
Художник являлся владельцем авторских галерей TUMAN ART Gallery (в Санкт-Петербурге и Москве), где выставлял свое творчество и творчество других членов семьи.
Картины художника есть в коллекции Самарского государственного музея, а также в частных коллекциях в России и за рубежом.

## Выставки
- 1996 год — персональная выставка, частная галерея, Австрия.
- 1999 год — персональная выставка, ЦДХ Москва.
- 2000 год — персональная выставка, ЦДХ Москва.
- 2001 год — персональная выставка «Свет Тумана», Выставочный Центр Союза Художников, Санкт-Петербург.
- 2003 год — персональная выставка «Туман во Вьетнаме», Выставочный Центр Союза Художников, Санкт-Петербург.
- 2003 год — персональная выставка, ЦДХ Москва.
- 2004 год — персональная выставка, ЦДХ Москва.
- 2004 год — персональная выставка в Ханое, Вьетнам.
- 2004 год — персональная выставка «Зима в Старой Ладоге», выставочный зал Московского района,Санкт-Петербург.
- 2005 год — выставка «Дорогами Аргонавтов»-2, Выставочный Центр Союза Художников, Санкт-Петербург.
- 2005 год — персональная выставка «Победные красные маки», галереи НАИВ,Санкт-Петербург.
- 2005 год — выставка «Дорогами Аргонавтов»-3, Выставочный Центр Союза Художников, Санкт-Петербург.
- 2006 год — выставка «Свет Рембрандта», Выставочный Центр Союза Художников, Санкт-Петербург.
- 2006 год — персональная выставка живописи в рамках дней культуры Санкт-Петербурга в Исфахане, Иранский музей современного искусства, Иран.
- 2006 год — персональная выставка «Свет Рембрандта», Колонный зал Дома Союзов, Москва.
- 2006 год — «Свет Рембрандта», Самарский областной музей, Самара.
- 2006 год — «Свет Рембрандта», филиал музея Государственный Эрмитаж, Дворец Меншикова.
- 2007 год — совместная выставка с китайским художником Хэ Шуйфа «Цвет на цвете» в рамках дней культуры России в Китае, Российско-Китайский проект в Ханчжоу, Китай.
- 2007 год — персональная выставка, этюды «Солнечный ветер», музей им. И. А. Бродского, Санкт-Петербург.
- 2007 год — персональна явыставка «Туманная рапсодия» в рамках Шестого Международного конкурса молодых оперных певцов Елены Образцовой, Санкт-Петербург.
- 2007—2008 год — персональная выставка «Красный Китай», Центр книги и графики, Санкт-Петербург.
- 2008 год — выставка «Аргонавты» «Трое в лодке», галерея На Чистых Прудах, Москва.
- 2008 год — персональная выставка «Пробуждение», Самарский областной художественный музей совместно с галереей «Маршан» (Санкт-Петербург), Самара.
- 2008 год — персональная выставка в клубе «Реставрация», Москва.
- 2008 год — персональная выставка «Туман и его Вьетнамские друзья», Thang Long Gallery, Ханой, Вьетнам.
- 2008 год — персональная выставка в рамках международного фестиваля музыки «В гостях у Ларисы Гергиевой», Художественный музей имени Махарбека Туганова, Владикавказ.
- 2008 год — персональная выставка в галерее «Анна», Гранд Отель Европа, Санкт-Петербург.
- 2008 год — персональная выставка «Цветы Лучано Паваротти» в рамках Международного конкурса теноров памяти Лучано Паваротти, Малый зал им. М. Глинки Санкт-Петербургской Академической филармонии им. Д. Д. Шостаковича, Санкт-Петербург.
- 2009 год — персональная выставка «Туман во Вьетнаме», Самарский областной художественный музей, Самара.
- 2009 год — выставка «Страсти по селедке Архивная копия от 27 января 2011 на Wayback Machine», TUMAN ART Gallery, Санкт-Петербург.
- 2009 год — выставка «Рождественские встречи» в галерее «Анна», Гранд Отель Европа, Санкт-Петербург.
- 2009 год — выставка «Свет Рембрандта», художественная галерея SLAVINSKY ART, Санкт-Петербург.
- 2009 год — выставка «Крымские лучи», Tuman Art Gallery, Санкт-Петербург.
- 2009 год — персональная выставка «Снег Древней Руси», ЦДХ, Москва.
- 2009 год — персональная выставка «Странствующий ветер» в рамках «Volvo Ocean Race», Санкт-Петербург.
- 2010 год — персональная выставка портретов звезд французского кино в рамках фестиваля «Дни Петербургской культуры» в Париже.
- 2010 год — персональная выставка «Настроение», TUMAN ART Gallery, Санкт-Петербург.
- 2010 год — персональная выставка «Запах Востока», TUMAN ART Gallery, Санкт-Петербург.
- 2010 год — выставка «Аргонавты», ТЦ Вавилон, Самара.
- 2010 год — V Международный фестиваль «В гостях у Ларисы Гергиевой» , Северная Осетия.
- 2010 год — персональная выставка «Жара», TUMAN ART Gallery, Санкт-Петербург.
- 2010 год — «Солнечный Берег», отель Ambassador, Санкт-Петербург.
- 2010 год — «Глаза Цветов», ресторан ПАЛКИНЪ, Санкт-Петербург.
- 2011 год — персональная выставка «Если в городе твоем-снег…», TUMAN ART Gallery, Санкт-Петербург.
- 2011 год — персональная выставка «В ожидании лета», TUMAN ART Gallery, Санкт-Петербург.
- 2011 год — «ДОРОГИ АРГОНАВТОВ — семь лет в пути», TUMAN ART Gallery, Санкт-Петербург.
- 2011 год — персональная выставка, Самара.
- 2011 год — персональная выставка «Смысл жизни», TUMAN ART Gallery, Санкт-Петербург.
- 2011 год — «Слияние любви и солнца, природы и искусства, моя душа и музыка», Академическая капелла Санкт — Петербурга.
- 2011 год — «Из цвета в свет», салон «СЕНТЯБРЕВЪ», Санкт-Петербург.
- 2012 год — картинная галерея АртХаус, Санкт-Петербург.
- 2012 год — персональная выставка «Туман Венеции», TUMAN ART Gallery, Санкт-Петербург.
- 2012 год — персональная выставка «Туман Венеции. Отражение в воде», TUMAN ART Gallery, Санкт-Петербург.
- 2012 год — выставка при участии Благотворительного Фонда поддержки музыкального искусства Елены Образцовой, Санкт-Петербург.
- 2012 год — выставка «Туманная Рапсодия», в рамках журнала Millioner, Москва.
- 2012 год — персональная выставка «Рождественские этюды», TUMAN ART Gallery, Санкт-Петербург.
- 2013 год — «О любви — с любовью», Государственная Дума Российской Федерации, Москва.
- 2013 год — «Весеннее настроение», Калининград.
- 2013 год — презентация семейных портретов, TUMAN ART Gallery, Санкт-Петербург.
- 2013 год — персональная выставка «Феерия цветов», TUMAN ART Gallery, Санкт-Петербург.
- 2013 год — персональная выставка «Сиреневый Туман», TUMAN ART Gallery, Санкт-Петербург.
- 2013 год — выставка «Моя Кармен», Большой Зал Санкт-Петербургской Государственной Филармонии им. Д. Д. Шостаковича
- 2013 год — выставка «Цветочная рапсодия», Государственный Совет депутатов Калининграда
- 2013 год — персональная выставка «Петербург. Вне времени», TUMAN ART Gallery, Санкт-Петербург.
- 2014 год — совместная выставка «На солнечной стороне — 4», Санкт-Петербургский Союз Художников
- 2014 год — персональная выставка «Алые Маки. Дню Победы посвящается», Малый Зал Санкт-Петербургской Государственной Филармонии им. Д. Д. Шостаковича
- 2014 год — персональная выставка «Любовь моя, Киргизия!» приуроченная ко дню Киргизской Культуры, Межпарламентская Ассамблея СНГ , Санкт-Петербург.
- 2014 год — персональная выставка «Рапсодия цветов», Культурный Центр Елены Образцовой Архивная копия от 15 марта 2022 на Wayback Machine, Санкт-Петербург.
- 2015 год — персональная выставка в Малом Зале Академической Филармонии имени Д. Д. Шостаковича, Санкт-Петербург.
- 2015 год — персональная выставка «О любви — с любовью» в Доме Ученых ОО РАН, Новосибирск.
- 2015 год — выставка в музее-усадьбе Гавриила Романовича Державина, набережная реки Фонтанки,118, Санкт-Петербург.
- 2015 год — выставка большого портрета Елены Васильевны Образцовой, написанного Туманом специально к открытию исторической сцены театра «Геликон-опера» в Москве.
- 2015 год — осенняя выставка Тумана Жумабаева «Энергия моря» в Малом зале Филармонии, Санкт-Петербург.
- 2015 год — персональная выставка «Петербург. Вне времени», Банк БКС Ультима, Б.Морская 14, Санкт-Петербург.
- 2015 год — персональная выставка Тумана Жумабаева, посвященная водным видам спорта на Международной спортивной Конвенции «СпортАккорд-2015», Сочи.
- 2016 год — персональная выставка Тумана Жумабаева «Свет Весны», TUMAN ART Gallery, Калининград.
- 2016 год — персональная выставка картин Тумана в «Ленинград Центре», ул. Потёмкинская 4, Санкт-Петербург.
- 2016 год — персональная выставка картин в честь 20-летия Культурного Центра Елены Образцовой, Невский пр. 65, Санкт-Петербург.
- 2016 год — выставка «Зимние пейзажи в цветах» в стенах Малого Зала Санкт-Петербургской Филармонии им. Глинки, Невский пр. 30, Санкт-Петербург.
- 2016 год — персональная выставка в гостях у консула Германии по Культуре в СПб, Санкт-Петербург.
- 2016 год — персональная выставка «Лотос», общеобразовательная школа № 547, Петергофское направление, Санкт-Петербург.
- 2016 год — весенняя выставка в Малом зале Филармонии им. Глинки, Невский пр. 30, Санкт-Петербург.
- 2017 год — персональная осенняя выставка в Малом зале Филармонии им. Глинки, Невский пр. 30, Санкт-Петербург.
- 2017 год — персональная выставка к началу нового учебного года 2017 «Маки — Детям!», общеобразовательная школа № 547, Петергофское направление, Санкт-Петербург.
- 2017 год — открытие новой галереи TUMAN ART на Васильевском острове, ул. Репина 28. Пресс-тур ИТАР-ТАСС для журналистов и выставка детских портретов в честь Международного дня защиты детей. Санкт-Петербург.
- 2017 год — участие в ежегодной Международной выставке современного искусства «ArtExpoSPb — IV», ЛенЭкспо, ВО, Санкт-Петербург.
- 2017 год — открытие выставки «Город в ожидании зимы» в TUMAN ART Gallery, Санкт-Петербург
- 2018 год —персональная выставка в Российско-китайском культурном центре. ЛенЭкспо, ВО, Санкт-Петербург.
- 2018 год — персональная выставка на встрече по случаю 95-летия со дня первого визита Хо Ши Мина в Россию (Петроград) в Большом Театре, г. Хо Ши Мин  (Вьетнам).
- 2018 год —персональная выставка "Душа России" 6-29 июля 2018 года в Климентовской башне музея-заповедника "Старая Ладога"
- 2019 год — персональная выставка "В ожидании весны" открытие выставки 2 марта 2019 год, город Калининград.
- 2019 год — персональная выставка " Отражаясь в воде от Китая до Венеции", открытие выставки 27 марта 2019 года, город Санкт-Петербург
- 2019 год —  персональная выставка в рамках международной конвенции «СпортАккорд 2019», г. Голд - Кост, Австралия, 5-10 мая 2019 года

#### Коллективные выставки
- 2004 год — создание творческого объединения «Аргонавты», совместная выставка «Дорогами Аргонавтов» ВЦ СХ, Санкт-Петербург
- 2005 год — выставка «Дорогами Аргонавтов»-2 ЦДХ, Москва
- 2005 год — выставка «Дорогами Аргонавтов»-3. ВЦ Санкт-Петербургского Союза художников, Санкт-Петербург.
- 2006 год — выставка «Аргонавты» «Маленькая зима» Центр искусств «Абрис», Санкт-Петербург.
- 2006 год — выставка «Аргонавты» «Цветы и фрукты» Центр искусств «Абрис», Санкт-Петербург.
- 2007 год — выставка «Дорогами Аргонавтов» галерея «На Чистых Прудах». Москва.
- 2007 год — совместная выставка с китайским художником Хэ Шуйфа «Цвет не цвет» (в рамках дней культуры России в Китае). Российско-китайский проект в Ханжое, Китай.
- 2008 год — выставка «Аргонавты» «Трое в лодке», Галерея «На Чистых Прудах», Москва.
- 2008 год, октябрь — пятая юбилейная выставка творческого объединения «Аргонавты» — «Черногорские этюды», ВЦ Санкт-Петербургского Союза художников, Санкт-Петербург.
- 2008 год, декабрь — выставка творческого объединения «Аргонавты» — «Черногорские встречи» в ЦДХ, Москва.
- 2009 год, ноябрь — выставка «Разные берега» Тумана Жумабаева и Галины Андреевой, ВЦ Санкт-Петербургского Союза художников, Санкт-Петербург.
- 2010 год, май — «Аргонавты» выставка Санкт-петербургских художников Тумана Жумабаева, Владимира Кожевникова и Олега Теняева, галерея «Вавилон», Самара.
- 2010 год, сентябрь — выставка «Солнечный берег», отель Ambassador, Санкт-Петербург .
- 2010 год, ноябрь — выставка «Глаза Цветов» в ресторане ПАЛКИНЪ, гостиная искусств, Санкт-Петербург.
- 2011 год, апрель — «ДОРОГИ АРГОНАВТОВ — семь лет в пути», авторская галерея TUMAN ART Gallery, Санкт-Петербург.
- 2011 год, май — июль — выставка детских портретов «Смысл жизни» в авторской галерее TUMAN ART Gallery, Санкт-Петербург.
- 2015 год — совместная выставка Тумана Жумабаева и Галины Андреевой «Вьетнам — глазами души» TUMAN ART Gallery, Санкт-Петербург.
- 2015 год, декабрь — выставка художников Тумана Жумабаева и Александра Дворникова к 35-летию их дружбы и творческой деятельности: «Через годы, через расстояния — 1980—2015».
- 2016 год, апрель — «Дуэт: Аккорды и краски», TUMAN ART Gallery, Санкт-Петербург.
- 2016 год — участие в выставке «Солнечная Сторона — 6», серия работ «Рапсодия маков», Союз Художников, Санкт-Петербург.
- 2017 год — участие в ежегодной Международной выставке современного искусства "ArtExpoSPb - IV", ЛенЭкспо, ВО, Санкт-Петербург.
- 2018 год —совместный проект "Старая Ладога. Сквозь время", Мастерская Тумана Жумабаева, Институт истории материальной культуры РАН, ГБУК ЛО, Музей-заповедник "Старая Ладога", Санкт-Петербург.
- 2018 год — совместный проект "Реалии Иллюзии". Галерея Тумана Жумабаева TUMAN ART Gallery, арт-пространство "Vincent", TUMAN ART Gallery, Санкт-Петербург.
- 2018 год —  совместный проект "Кармен. Фантазия". Мастерская Тумана Жумабаева, Модный Дом "Тanya Kotegova", Санкт-Петербург.
- 2019 год — Выставка "Бургундия. Взгляд из России" в рамках совместного проекта между Ассоциацией "Франко - Российский культурный комитет" и  галереей "TumanArt", 25 мая - 03 июня 2019 года[2][3].